# Batalla de Sainte-Foy
La batalla de Sainte-Foy, también llamada batalla de Quebec, tuvo lugar el 28 de abril de 1760 en Quebec, Canadá durante la guerra franco-india, como se conoció en Norteamérica la guerra de los Siete Años. Supuso una victoria para los franceses bajo el mando del Caballero de Lévis frente a los británicos comandados por James Murray. Cuando se la compara con la Batalla de las Llanuras de Abraham del septiembre del año anterior, esta batalla fue claramente más sangrienta que la primera. Fue la última victoria francesa de la Guerra Franco-india.

## La batalla
Tras retirarse de Quebec tras el desastre de las Llanuras de Abraham el 13 de septiembre de 1759, el ejército francés se reagrupó en Montreal bajo el general Lévis. Mientras, la guarnición inglesa dirigida por Murray sufrió hambrunas a finales de 1759 en Quebec.
En abril de 1760, Lévis volvió a Quebec con un ejército de aproximadamente 7000 hombres. Confiaba en asediar Quebec y forzarla a rendirse esa misma primavera, momento en el cual esperaba que los refuerzos de la flota francesa llegasen por el río San Lorenzo.
Murray sentía que su ejército era demasiado pequeño para defender adecuadamente las murallas de Quebec, las cuales no habían sido mejoradas tras la captura de la ciudad. Por ello tomó a 3.800 de sus hombres, los únicos en condiciones de luchar, y salió a campo abierto, en la misma posición que ocupara Montcalm unos meses atrás. En vez de esperar el avance francés, se arriesgó a salir a la ofensiva. En un principio, el ataque tuvo éxito, pero el avance impidió la utilización de la artillería y la infantería comenzó a retrasarse por el fango del terreno. La batalla duró dos horas. Finalmente, cuando más soldados franceses se unieron al combate, pudieron rodear a los ingleses obligando a Murray a retirarse y a darse cuenta de su error.
Los ingleses sufrieron aproximadamente 1.100 bajas entre muertos y heridos mientras que los franceses 800 convirtiendo a la batalla de Sainte-Foy en una de las más sangrientas desarrolladas en suelo canadiense.

## Consecuencias
Lévis, sin embargo, fue incapaz de tomar Quebec. Los ingleses soportaron el asedio hasta la llegada de refuerzos navales. La flota francesa que tanto esperaba Lévis nunca llegó ya que había sido derrotada por los ingleses poco tiempo atrás en la bahía de Quiberon. En cuanto el primer barco inglés llegó a Quebec, Lévis se retiró del asedio y volvió a Montreal, ciudad que terminó rindiendo a los ingleses el septiembre siguiente.